# Тэтлок, Джин
Джин Фрэнсис Тэтлок (англ. Jean Frances Tatlock; 21 февраля 1914, Анн-Арбор, Мичиган, США — 5 января 1944, Сан-Франциско, Калифорния, США) — американский психиатр и врач, член Коммунистической партии США, журналистка, писавшая для партийного издания Western Worker. Больше всего известна своими романтическими отношениями с Робертом Оппенгеймером, директором Лос-Аламосской лаборатории Манхэттенского проекта во время Второй мировой войны. 

## Биография
Джин Тэтлок родилась в 1914 году в Анн-Арбор (Мичиган) в семье Джона Тэтлока, известного филолога, специалиста по Джеффри Чосеру, и его жены Марджори (в девичестве Фентон). Она окончила в 1935 году медицинскую школу Стэнфордского университета, где училась на психиатра, и прошла две интернатуры. В 1936 году, будучи аспиранткой в Стэнфорде, Тэтлок начала встречаться с Робертом Оппенгеймером, профессором физики в Калифорнийском университете в Беркли. К тому времени она была членом Коммунистической партии, и именно ей приписывают тесное знакомство Оппенгеймера с радикальной левой политикой. Общение Оппенгеймера с друзьями и товарищами Тэтлок было использовано как доказательство против него во время слушаний 1954 года.
Оппенгеймер дважды делал Тэтлок предложение, но оба раза получил отказ. Отношения продолжились даже после того, как он женился на Китти Гаррисон (1 ноября 1940). Из-за этого романа и членства Тэтлок в Коммунистической партии она попала под наблюдение ФБР, её телефон прослушивался. Страдая клинической депрессией, Тэтлок покончила с собой в начале 1944 года. По итогам расследования причиной смерти был признан «острый отёк лёгких» из-за утопления в ванне, в организме был найден хлоралгидрат, мотивы самоубийства остались неясными.
Брат Тэтлок Хью и ряд историков оспорили этот вердикт, заметив ряд подозрительных обстоятельств. Выводы комиссии Чёрча 1975 года об убийствах, совершенных американскими спецслужбами, способствовали распространению гипотез о том, что Тэтлок могла быть устранена спецслужбами из-за её связи с Манхэттенским проектом.
В фильме Кристофера Нолана «Оппенгеймер» (2023) Джин Тэтлок сыграла Флоренс Пью, в фильме «Создатели тени» — Наташа Ричардсон, в советском «Выборе цели» — Алла Демидова.